# Оклукова Гора
Оклукова Гора (словен. Oklukova Gora) — поселення в общині Брежиці, Споднєпосавський регіон, Словенія. Висота над рівнем моря: 279 м.